# Bill Doggett
William Ballard Doggett (16 de febrero de 1916 - 13 de noviembre de 1996) fue un pianista y organista estadounidense. Comenzó su carrera tocando música swing para posteriormente cambiar al Rhythm and blues y al Rock and roll, género del que es considerado pionero. Sus composiciones más exitosas fueron "Honky Tonk" y "Hippy Dippy". A lo largo de su carrera trabajó con artistas como Ink Spots, Johnny Otis, Wynonie Harris, Ella Fitzgerald y Louis Jordan.

## Biografía
Doggett nació en Filadelfia el 16 de febrero de 1916. Durante la década de 1930 y principios de la de 1940 trabajó para Lucky Millinder, Frank Fairfax y el arreglista Jimmy Mundy.
En 1951, Doggett creó su propio trío y comenzó a grabar para la discográfica King Records. Su grabación más conocida fue "Honky Tonk", que se convirtió en un éxito del rhythm and blues en 1956 y vendió cuatro millones de copias (alcanzando el número 1 de las listas R&B y el número 2 de las listas Pop), y que coescribió con Billy Butler. La canción encabezó la lista Billboard R&B de Estados Unidos durante más de dos meses. También hizo arreglos para muchos directores de orquesta e intérpretes, incluidos Louis Armstrong, Count Basie, Ella Fitzgerald y Lionel Hampton.
Continuó tocando y haciendo arreglos hasta que murió, a los 80 años, de un ataque al corazón en la ciudad de Nueva York.

## Discografía

### Sencillos
- "Be-Baba-Leba" (voz Helen Humes) (Philo/Aladdin 106) 1945 (#3 R&B)
- "Moon Dust" 1953 (#18 R&B)
- "Early Bird" 1953 (#21 R&B)
- "No More In Life" 1953 (#20 R&B)
- "High Heels" 1954 (#15 R&B)
- "Honky Tonk, Part 1"/"Honky Tonk, Part 2" (King 4950) 1956 (#1(14) R&B/#2(3) Pop)
- "Slow Walk" (King 5000) 1956 (#4 R&B/#19 Pop)
- "Ram-Bunk-Shush" (King 5020) 1957 (#4 R&B)
- "Soft" 1957 (#11 R&B)
- "Leaps And Bounds, Part 1"/"Leaps And Bounds, Part 2" (King 5101) 1958 (#13 R&B)
- "Blip Blop" 1958 (#11 R&B)
- "Hold It!" (King 5149) 1958 (#3 R&B)
- "Rainbow Riot, Part 1"/"Rainbow Riot, Part 2" (King 5159) 1959 (#15 R&B)
- "Monster Party" (King 5176) 1959 (#27 R&B)
- "Yocky Dock, Part 1"/"Yocky Dock, Part 2" (King 5256) 1959 (#30 R&B)
- "Honky Tonk, Part 2" 1961 (#21 R&B)

### EP de 7 "(todos enKing Records)
- KEP-259   Bill Doggett, His Organ And Combo, Vol. 1 (1954)
- KEP-325   Bill Doggett, His Organ And Combo, Vol. 2 (1954)
- KEP-326   Bill Doggett, His Organ And Combo, Vol. 3 (1954)
- KEP-334   Bill Doggett, His Organ And Combo, Vol. 4 (1955)
- KEP-346   All Time Christmas Favorites (1955)
- KEP-352   Bill Doggett, His Organ And Combo, Vol. 5 (1955)
- KEP-382   Doggett Dreams, Vol. 6 (1956)
- KEP-388   Doggett Jumps,  Vol. 7 (1956)
- KEP-390   Bill Doggett, His Organ And Combo: Honky Tonk! (1956)
- KEP-391   Bill Doggett, Volume 1 (1956)
- KEP-392   Bill Doggett, Volume 2 (1956)
- KEP-393   Bill Doggett, Volume 3 (1956)
- KEP-394   As You Desire Me (Volume 1) (1956)
- KEP-395   As You Desire Me (Volume 2) (1956)
- KEP-396   As You Desire Me (Volume 3) (1956)
- KEP-397   Earl Bostic – Bill Doggett (1956)
- KEP-399   A Salute To Ellington (Volume 1) (1957)
- KEP-400   A Salute To Ellington (Volume 2) (1957)
- KEP-401   A Salute To Ellington (Volume 3) (1957)
- KEP-402   Dame Dreaming (Volume 1) (1957)
- KEP-403   Dame Dreaming (Volume 2) (1957)
- KEP-404   Dame Dreaming (Volume 3) (1957)
- KEP-407   Bill Doggett, His Organ And Combo: Hot Doggett (1957)
- KEP-408   Bill Doggett, His Organ And Combo: Soft (1957)
- KEP-424   Hold It! (Volume 1) (1958)
- KEP-425   Hold It! (Volume 2) (1958)
- KEP-426   Hold It! (Volume 3) (1958)
- KEP-442   High And Wide (Volume 1) (1959)
- KEP-443   High And Wide (Volume 2) (1959)
- KEP-444   High And Wide (Volume 3) (1959)
- KEP-448   Big City Dance Party (Volume 1) (1959)
- KEP-449   Big City Dance Party (Volume 2) (1959)
- KEP-450   Big City Dance Party (Volume 3) (1959)

### LP de 10"
- Bill  Doggett, His Organ And Combo, Volume 1 King 295-82 (1954)
- Bill  Doggett, His Organ And Combo, Volume 2 King 295-83 (1954)
- All Time Christmas Favorites King 295-89 (1954)
- Sentimentally Yours King 295-102 (1955)

### LP de 12"
- Moon Dust King 395-502 (1956)
- Hot Doggett King 395-514 (1956)
- As You Desire Me King 395-523 (1956) [reissue of King 295-102 plus 4 additional tracks]
- Everybody Dance the Honky Tonk King 395-531 (1956)
- Dame Dreaming King 395-532 (1957)
- A Salute to Ellington King 533 (1957)
- Doggett Beat for Dancing Feet King 557 (1957)
- Candle Glow King 563 (1958)
- Swingin' Easy King 582 (1958)
- Dance Awhile with Doggett King 585 (1958)
- 12 Songs Of Christmas King 600 (1958)
- Hold It! King 609 (1959)
- High And Wide King 633 (1959)
- Big City Dance Party King 641 (1959)
- Bill Doggett on Tour  King 667 (1959)
- For Reminiscent Lovers, Romantic Songs By Bill Doggett King 706 (1960)
- Back With More Bill Doggett King 723 (1960)
- The Many Moods Of Bill Doggett King 778 (1962)
- Bill Doggett Plays American Songs, Bossa Nova Style King 830 (1963)
- Impressions King 868 (1963)
- The Best Of Bill Doggett King 908 (1964)
- Bonanza Of 24 Songs King 959 (1966)
- Take Your Shot King 1041 (1969)
- Honky Tonk Popcorn King 1078 (1970)
- The Nearness Of You King 1097 (1970)
- Ram-Bunk-Shush King 1101 (1970)
- Sentimental Mood King 1104 (1971)
- Soft King 1108 (1971)
- 14 Original Greatest Hits King-Starday 5009 (1977)

### LP de 12 "publicados por otros sellos
- 3,046 People Danced 'Til 4 A.M. To Bill Doggett [this is a live album] Warner Bros. WS-1404 (1961)
- The Band With The Beat! Warner Bros. WS-1421 (1961)
- Bill Doggett Swings Warner Bros. WS-1452 (1962)
- Rhythm Is My Business (Ella Fitzgerald with Bill Doggett) Verve V6-4056 (1962)
- Oops! The Swinging Sounds Of Bill Doggett Columbia CL-1814/CS-8614 (1962)
- Prelude To The Blues Columbia CL-1942/CS-8742 (1963)
- Fingertips Columbia CL-2082/CS-8882 (1963)
- Wow! ABC-Paramount S-507 (1964)
- Honky Tonk A-La-Mod! Roulette SR-25330 (1966)
- Bill Doggett Disques Black And Blue 33.029 (1971) - reeditado como CD con el título I Don't Know Much About Love (Black & Blue 59.029) en 1991.
- Bill Doggett feat. Eddie Davis & Eddie Vinson Disques Black And Blue 33.138 (1978) - con Eddie "Lockjaw" Davis, Eddie "Cleanhead" Vinson
- Midnight Slows, Vol. 9 Disques Black And Blue 33.145 (1978)
- Midnight Slows, Vol. 10 Disques Black And Blue 33.160 (1979) - con Eddie "Lockjaw" Davis
- Mister Honky Tonk Disques Black And Blue 33.562 (1980)
- The Right Choice After Hours/Ichiban AFT-4112 (1991)